# Cubiceps caeruleus
Cubiceps caeruleus is een straalvinnige vissensoort uit de familie van kwallenvissen (Nomeidae). De wetenschappelijke naam van de soort is voor het eerst geldig gepubliceerd in 1914 door Regan.